# Sharada Sharma
Sharada Sharma (en népalais : शारदा शर्मा), née en 1958 dans le district de Syangja au Népal, est une écrivaine népalaise, poétesse et romancière.
Son premier roman, Taap, remporte le prix Padma Shri Sahitya Samman 2012.

## Biographie

### Jeunesse et formation
Sharada Sharma naît en 1958 à Jharkhola dans le district de Syangja, au Népal,,. Son père est un écrivain et éditeur qui contribue à diverses publications népalaises.
Sharada Sharma commence à écrire de la poésie à l'âge de huit ans à Pokhara, où elle passe une partie de son enfance,. De nature introvertie, elle trouve du réconfort dans l’écriture.
Avec le soutien de sa famille, elle poursuit des études supérieures à l'Université Tribhuvan de Katmandou, où elle étudie les sciences puis les arts, pour finalement obtenir une maîtrise,.

### Carrière littéraire
Les écrits de Sharada Sharma sont reconnus pour la première fois en 1982 après qu'elle a publié un poème en l'honneur de l'écrivain et ancien premier ministre BP Koirala, qui vient de mourir,.
Elle publie en 1987 son premier recueil de poésie, Boundless Emotions. Elle continue en 1991 avec le recueil de nouvelles Ruins of Convictions et en 1992 avec le recueil de poésie After the War. En plus de la poésie et des nouvelles, elle écrit en 1996 un livre d'étude sur les personnages féminins de l'univers romanesque de Koirala.
Elle écrit au total une douzaine de livres, dont plusieurs recueils de poésie, des nouvelles, des études littéraires et des romans.
Taap, son premier roman, est publié en 2012 et remporte la même année le Padma Shri Sahitya Sammana, un prestigieux prix littéraire népalais. Le roman entremêle les récits de divers individus issus d’horizons différents, changeant de perspective tout au long du roman. Il est suivi de Kampa, un roman de 2016 inspiré du tremblement de terre d'avril 2015 au Népal.
Son recueil de poésie Yatrama est sélectionné en 2020 pour le prix Madan Puraskar, qui est finalement remporté par Maharani de Chandra Prakash Baniya.
Les écrits de Sharada Sharma traitent souvent des thèmes de la spiritualité et des mystères de l'univers, à travers le point de vue d'une femme,,. Elle transmet un message féministe à la fois dans ses écrits et dans son action de militante, notamment auprès de l'Association de planification familiale du Népal,.

## Vie privée
Sharada Sharma épouse en 1978 l'homme politique Narahari Acharya, avec qui elle a deux enfants,.

## Principales œuvres

### Poèmes
- Seemanta Anubhooti [« Émotions sans limites »], 1987.
- Yuddhoparant [« Après la guerre »], 1992.
- Swarnasutra [« Règles d'or »], 1995.
- Yatrama, 2019.

### Histoires courtes
- Aasthako Bhagnawasesh [« Ruines de convictions »], 1991.
- Agnisparsha [« Une touche de feu »], 2013.

### Romans
- Taap [« Brûlant »], 2012.
- Kampa [« Tremblements »], 2016.

### Étude littéraire
- BP Koiralaka Naaripatra : Drishtikon ra Aakangshya [« Les personnages féminins de BP Koirala : perspectives et attentes »], 1996.